# Eldsjön, Lappland
Eldsjön är en sjö i Dorotea kommun i Lappland och ingår i Ångermanälvens huvudavrinningsområde. Sjön har en area på 0,872 kvadratkilometer och ligger 321 meter över havet. Sjön avvattnas av vattendraget Sallsjöån (Eldsjöån).

## Delavrinningsområde
Eldsjön ingår i det delavrinningsområde (710864-154859) som SMHI kallar för Utloppet av Eldsjön. Medelhöjden är 381 meter över havet och ytan är 14,52 kvadratkilometer. Räknas de 5 avrinningsområdena uppströms in blir den ackumulerade arean 96,65 kvadratkilometer. Sallsjöån (Eldsjöån) som avvattnar avrinningsområdet har biflödesordning 5, vilket innebär att vattnet flödar genom totalt 5 vattendrag innan det når havet efter 284 kilometer. Avrinningsområdet består mestadels av skog (64 procent) och sankmarker (25 procent). Avrinningsområdet har 1,21 kvadratkilometer vattenytor vilket ger det en sjöprocent på 8,3 procent.